# 罗德尼·威尔克斯

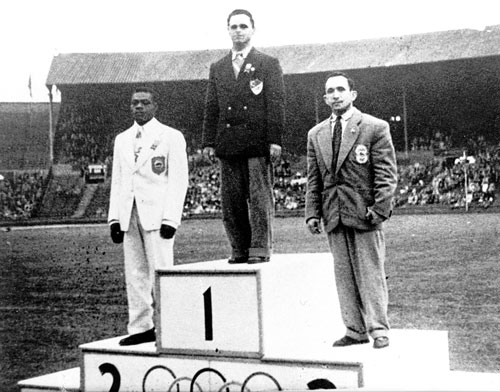
1948年夏季奥运会举重60公斤级比赛:1)马哈茂德·法亚德(埃及)，2)罗德尼·威尔克斯(伊朗)，3)贾法尔·萨尔马西(伊朗)

罗德尼·威尔克斯（英語：Rodney Adolphus Wilkes，1925年3月11日—2014年3月24日），是一名特立尼达和多巴哥的举重运动员。他获得了1948年夏季奥运会举重银牌；和1952年夏季奥运会举重铜牌。